# Cornel Penu
Cornel Penu   (Galați, 16 de juny de 1946) és un jugador d'handbol romanès, ja retirat, que va competir durant les dècades de 1960 i 1970. Jugava de porter.
El 1972 va prendre part en els Jocs Olímpics d'Estiu de Munic, on va guanyar la medalla de bronze en la competició d'handbol. Hi va jugar els cinc partits. Quatre anys més tard, als Jocs de Montreal guanyà la medalla d'argent en la mateixa competició. Hi jugà cinc partits, inclosa la final. En el seu palmarès també destaquen tres medalles al Campionat del Món d'handbol, de bronze el 1967 i d'or el 1970 i 1974. Amb la selecció jugà un total de 257 partits.
A nivell de clubs jugà al Dinamo de Bucarest entre 1968 i 1980, quan es va retirar per passar a exercir tasques d'entrenador de porters del Dinamo de Bucarest i de la selecció romanesa. El 1993 marxà al Marroc a fer d'entrenador i des del 2012 viu a França.
Durant la seva carrera fou escollit tres vegades jugador de la selecció mundial, el 1973, 1975 i 1976.